# 罗伯特·欧文·霍华德
罗伯特·欧文·霍华德（英語：Robert Ervin Howard，1906年1月22日—1936年6月11日），美国著名作家，被誉为“剑与魔法小说之父”，代表作為《蛮王柯南》。

## 生平
1906年出生在美国德克萨斯州帕克县，他是内科医生艾萨克·霍华德和海丝特·简·欧文·霍华德的唯一儿子。
霍华德的早年跟着家庭在德克萨斯州的各大新兴城市搬来搬去。
霍华德青年时期，家庭矛盾逐步上升，父亲和母亲经常吵架，他的父亲艾萨克·霍华德因为投资而成为富翁，而他的母亲认为自己已经配不上这个迷失的富豪。
霍华德的母亲对霍华德一生影响深远。他母亲虽然患有肺结核，但是仍旧天天为霍华德朗诵诗歌和美丽的文章，并且支持他的写作事业。
受到母亲的耳濡目染，霍华德喜欢阅读和写作，经常写作散文，并且对学校循规蹈矩的教育模式感到强烈的不满。而父亲在农场和牧场经营则带给他一个强悍的男人形象，并且深入到了他以后的创作中，例如“蛮王柯南”。
母亲病逝后，霍华德自杀了。

## 风格
霍华德的作品分为恐怖小说、冒险小说和奇幻小说。他的作品受到北欧神话和阿拉伯神话的强烈影响，节奏迅速，情节富有激情，多数作品被改编成漫画、电影、电视剧。代表作《蛮王柯南》在1981年由阿诺德·施瓦辛格出演，一时轰动全美。其代表作还有《女王神剑》、《所罗门凯恩》和《布兰麦克蒙》。

## 作品
- ，Conan the Barbarian，中国青年出版社，2011年，翻译：谢图安，马晓佳，任元琦，ISBN 9787515300771。
- 《女王神剑》，Red Sonja。
- 《所罗门凯恩》，Solomon Kane。
- 《布兰麦克蒙》，Bran Mak Morn。